# Do the Motion
Singles de BoA
Meri Kuri
(2004) Make a Secret
(2005)
Do the Motion est le 16e single de BoA sorti sous le label Avex Trax le 30 mars 2005 au Japon. Il atteint la 1re place du classement de l'Oricon et reste classé 12 semaines pour un total de 169 542 exemplaires vendus. Les chansons Do the Motion, With U et Kimi no Tonari de se trouvent sur l'album Outgrow.

## Liste des titres
| 1. | Do the Motion                               |  |
| 2. | With U                                      |  |
| 3. | Kimi no Tonari de (キミのとなりで)          |  |
| 4. | Do the Motion (TV Mix)                      |  |
| 5. | With U (TV Mix)                             |  |
| 6. | Kimi no Tonari de (TV Mix) (キミのとなりで) |  |